# Asunción Football Club
El Asunción FBC fue un club de fútbol paraguayo con sede en el Barrio Jara de la ciudad de Asunción, hoy en día todavía existe como club social, pero abandonó la práctica del fútbol. Llegó a competir en la Primera División del fútbol paraguayo, en el año 1949.

## Historia
Fue fundado el 15 de agosto de 1906, en el domicilio del señor Andrés Acosta, ubicado en la zona de Tuyucuá, sobre las calles Entre Ríos entre Vía Férrea y la avenida Venezuela (actual Avenida Artigas), en lo que hoy es jurisdicción del Barrio Jara. Su primer presidente fue el señor Leopoldo Olmedo.
En 1916 llegó a la final de la Segunda División de la actual Asociación Paraguaya de Fútbol, pero tras una incidentada final contra el Marte Atlético, el título fue otorgado a ese club, por lo tanto el Asunción FBC molesto por tal decisión se alejó de la APF.
Así pasó a competir en la Liga Amateur de Football del cual fue campeón de su última edición en 1941.
Posteriormente volvió tras varios años a la Asociación Paraguaya de Fútbol y en los campeonatos de esta entidad logró ganar el título de la Segunda División en el año 1948, que justamente desde ese año (luego de varias temporadas sin ascensos ni descensos) volvía a otorgar al campeón el ascenso a la Primera División. 
Así en el año 1949 jugó en la Primera División, en su único año en la máxima categoría realizó una campaña de 7 puntos en 20 partidos, pero al término de esa temporada volvió a descender, para nunca más volver.
Siguió participando en los campeonatos de otras entidades hasta la mitad de la década de 1950. La hipoteca de su campo de juego y otras deudas llevaron al club a casi desaparecer, los socios salvaron al club de extinguirse, pero su división de fútbol no sobrevivió.

## Estadio
Su predio deportivo lo tenía en la zona de Tuyucuá, cerca de la intersección de las actuales Avenida Artigas y Avenida Venezuela.

## Jugadores destacados
- Delfín Benítez Cáceres
- Francisco Sosa
- Aníbal Saldívar
- Pablo Roa

## Palmarés

### Torneos nacionales
- Segunda División (1): 1948.
  - Subcampeón (1): 1916.

### Otros torneos nacionales
- Liga Amateur de Football (1): 1941.